# Sigmund Rascher
Sigmund Rascher (ur. 12 lutego 1909 w Monachium, zm. 26 kwietnia 1945 w Dachau) – niemiecki zbrodniarz z okresu II wojny światowej, dr nauk medycznych, chirurg, członek NSDAP, SA oraz SS.

## Życiorys
Syn lekarza, studia medyczne odbywał w Monachium, Stuttgarcie i Fryburgu, ukończył je w 1937 r. Na początku wojny pracował jako lekarz w Szkole Artylerii Przeciwlotniczej w Schongau. Wiosną 1941 r. powołano go na specjalne przeszkolenie dla lekarzy lotnictwa do Monachium, gdzie przy Instytucie Fizjologii tamtejszego Uniwersytetu istniała doświadczalna stacja medycyny lotniczej kierowana przez docenta (później profesora) Georga Augusta Weltza. Stację tę latem przejęło  Luftwaffe, przemianowując ją na Instytut Medycyny Lotniczej (Rascher pracował tam jako asystent). Instytut ten współdziałał z Oddziałem Medycyny Lotniczej w Niemieckim Zakładzie Badawczym Lotnictwa w Berlinie (cywilnym lecz pracującym dla sił zbrojnych), kierowanym przez dr Siegfrieda Ruffa.
Rascher został na swoją prośbę przydzielony do pracy w obozie koncentracyjnym KL Dachau w celu przeprowadzenia na wyselekcjonowanych więźniach szeregu eksperymentów medycznych. Pracując w zespole (zwanym od jego nazwiska „Stacją R”) z dr Rombergiem (wyznaczonym przez dr Ruffa) zajmował się m.in. badaniem wpływu gwałtownie zmieniającego się ciśnienia na organizm ludzki (o wynikach informowany był generalny inspektor sanitarny Luftwaffe prof. Erich Hippke). W czasie jego eksperymentów więźniowie byli przetrzymywani w komorach ciśnieniowych, w których systematycznie obniżano ciśnienie aż do poziomu odpowiadającemu temu, które występuje na dużych wysokościach (do 21 km n.p.m.). Rascher sterował obniżaniem ciśnienia osobiście. Podczas eksperymentów więźniowie często umierali, bądź odnosili trwałe uszkodzenia ciała. W tego typu „badaniach” brało łącznie udział około 200 osób, z których ok. 70-80 poniosło śmierć. Część z nich eksperymentator (jak donosił w raporcie dla SS) topił, gdy były nieprzytomne, dla wykonania sekcji mózgu.
Dr Rascher przeprowadzał też eksperymenty badające wpływ niskich temperatur na ciało człowieka, podczas których więźniowie byli zanurzani w lodowatej wodzie albo trzymani nago na mrozie do -6 stopni Celsjusza i polewani wodą (z użytych do tego 360 osób zmarło 74). Następnie „badano” czy uda się ich rozgrzać za pomocą gorącej wody, naświetlania, elektroterapii, „aryjskich herbatek ziołowych” lub ciepła ludzkiego ciała „dostarczanego” przez więźniarki „oddelegowane” z obozu w Ravensbrück. Eksperymentator złożył przy tym skargę, iż u jednej z dziewcząt zmuszonych do tych zabiegów zauważył nordycki typ urody, co obrażało jego „rasowe poczucie”. Naukowa wartość tych badań była znikoma, jednak generalny inspektor sanitarny Luftwaffe podziękował kurtuazyjnie Himmlerowi za ich przeprowadzenie.
Innym doświadczeniami przeprowadzanymi przez Raschera były próby działania „Polygalu" (skrót od „polimer kwasu galakturonowego”) – preparatu, który miał przyśpieszać krzepnięcie krwi (rzekomo miało to pomagać rannym na polu bitwy). Ofiarom przestrzeliwano różne narządy, wywołując mniejsze lub większe krwotoki, często śmiertelne i kontrolowano czas przeżycia po uprzednim zażyciu owego leku, składającego się ze sproszkowanych pektyn uzyskiwanych z buraków, fibryny wyekstrahowanej z krwi (pozyskiwanej od więźniów) oraz witamin. Środek ten okazał się bezwartościowy – doustne podawanie przetworów krwi dla poprawy hemostazy mija się z celem, gdyż w przewodzie pokarmowym ciała białkowe ulegają rozkładowi pod wpływem enzymów do aminokwasów i w tej postaci są dopiero wchłaniane. Gdyby zaś Rascher zdołał wytworzyć lek o zamierzonym działaniu, zapewne uogólniony proces krzepnięcia byłby groźniejszy niż lokalne krwawienie.
Oprócz tych eksperymentów Rascher wyszukiwał więźniów z gładką skórą i tatuażami, których następnie zabijał, aby z ich skóry wyrabiać różne przedmioty. Ofiarowywał je lub sprzedawał oficerom SS lub ich żonom. Przeprowadzał swoje „badania” na rozkaz i za osobistym poparciem i zainteresowaniem Himmlera. Wykorzystując osobistą znajomość z Himmlerem, denuncjował wszystkich przeciwstawiających się jego „planom naukowym”. Himmler odpowiadając na jedną z takich denuncjacji napisał 22 X 1942 „Ludzi, którzy dzisiaj odrzucają próby na ludziach, a chętnie godzą się na śmierć naszych dzielnych niemieckich żołnierzy z powodu oziębienia, oceniam jako zdrajców kraju. Nie będę oszczędzać nazwisk tych ludzi, aby wymieniać ich we wszystkich wchodzących w rachubę miejscach. Upoważniam Pana do przedstawienia tego mojego stanowiska w odpowiednich miejscach." Delator zamierzał dzięki tej protekcji zrobić karierę w SS (miał w tej organizacji zaledwie stopień sturmmanna, w styczniu 1944 r. uzyskał awans na hauptsturmführera) i uzyskać tytuł naukowy (Himmler uważając się za mecenasa nauki zalecał, aby z uwagi na ściśle tajny temat badań habilitację Raschera przeprowadzić jako tajną na Uniwersytecie Rzeszy w Strasburgu, Wolfram Sievers proponował do komisji powołać takich „ekspertów” jak August Hirt i Karl Gebhardt).
Rascher padł w końcu ofiarą zbrodniczej ideologii ówczesnego Reichsführera-SS. W 1941 r. Sigmund Rascher poślubił monachijską śpiewaczkę Karoline Diehl, zaprzyjaźnioną z Himmlerem (prawdopodobnie w przeszłości była kochanką). Himmler początkowo był przeciwny temu małżeństwu z powodu wieku śpiewaczki, gdyż była ona starsza od Raschera o 16 lat. W mniemaniu Himmlera, małżeństwo miało tylko i wyłącznie na celu zwiększanie „populacji aryjskiej” III Rzeszy. Ku zdziwieniu Himmlera, Karoline urodziła Rascherowi trójkę zdrowych chłopców. Fakt ten spowodował przyspieszenie kariery Raschera. Gdy Karoline po raz czwarty zaszła w ciążę, została aresztowana podczas próby porwania niemowlęcia (koniec 1943 r.); okazało się, że ciąża jest symulowana. W śledztwie Karoline przyznała się, że udawała poprzednie ciąże i ze swoją kuzynką wykradały dzieci z sierocińca, ale śledczy podejrzewali że mogły to być dzieci więźniarek obozów koncentracyjnych. Himmler początkowo uważał, że Karoline oszukiwała także Raschera, więc w celu zatuszowania sprawy, chciał go tylko przenieść czasowo na mniej eksponowane stanowisko (kierownictwo „Stacji R” przejął Kurt Plötner). W 1944 roku Rascher został z rozkazu Himmlera aresztowany, ponieważ okazało się, że wiedział o oszustwach Karoline i z nią współdziałał. Rasscher i Karoline zostali z rozkazu Himmlera pod koniec wojny rozstrzelani.
Dyrektor Oddziału Medycyny Lotniczej w Berlinie dr Siegfried Ruff i jego podwładny dr Hans Wolfgang Romberg oraz dr Weltz z Instytutu Medycyny Lotniczej w Monachium wyrokiem z dnia 20 sierpnia 1947 r. Amerykańskiego Trybunału Wojskowego w Norymberdze wydanym w procesie lekarzy zostali uniewinnieni. Wyniki eksperymentów „Stacji R” zostały wykorzystane następnie przez aliantów w lotnictwie wojskowym (m.in. pracownie „Wright Field”). Opierali się na nich częściowo również w latach sześćdziesiątych naukowcy z NASA.